# Сары-Чумышское сельское поселение
Сары-Чумышское сельское поселение — упразднённое муниципальное образование в Новокузнецком районе Кемеровской области. Административный центр — село Сары-Чумыш.  С 2013 по 2022 годы входило в состав  Кузедеевского территориального управления.

## География
По территории сельского поселения протекают реки Чумыш, Сары-Чумыш, Бенжереп и другие.

## Население
Численность населения Сары-Чумышского сельского поселения составляет 1376 человек (2010).

## Административное деление
В составе сельского поселения находятся следующие населённые пункты: Сары-Чумыш, Бенжереп 1-й, Бенжереп 2-й, Кандалеп, Килинск, Мунай, Урнас, Шарово, Юла.